# 高野善政
高野 善政（たかの よしまさ、1976年）は、日本の映像ディレクター、CGディレクター。主に映画やドラマのタイトルバック等を制作。

## 作品リスト[1]

### 映画
- 踊る大捜査線 THE FINAL 新たなる希望 - タイトルバック
- 探偵はBARにいる3 -
- 疾風ロンド -
- 劇場版コード・ブルー -ドクターヘリ緊急救命- - タイトルバック
- マチネの終わりに - タイトルバック

### ドラマ
- 獄門島 -
- 悪魔が来りて笛を吹く -
- エール (テレビドラマ) - タイトルバック
- 鎌倉殿の13人 - タイトルバック